# Akihito
Car Akihito od Japana  (Tokio, 23. prosinca 1933.), bio je japanski car. 125. osoba koja je nosila tu titulu, prema tradicionalnom nasljednom redu. Smatrao se jedinim vladajućim carem na svijetu.
U Japanu, za cara se nikada ne koristi njegovo ime, nego titula Njegovo veličanstvo Car. Era Akihitove vladavine nosila je naziv Heisei, u skladu s običajima u kojim će se ovoga cara preimenovati u Car Heisei (postumno ime). To se obavlja uredbom vladinog kabineta kojom se također ustanovljuje ime njegovog nasljednika. Akihitovo je puno ime Njegovo carsko veličanstvo car Akihito od Japana.
Godine 1959. je Akihito, oženivši se za Michiko Shoda, postao prvi car koji je primio nekog pučanina u carsku obitelj. Ona mu je izrodila prinčeve Naruhita i Akishina, te princezu Sayako.
Dana 30. travnja 2019. abdicirao je s prijestolja zbog lošeg zdravlja. Naslijedit će ga 1. svibnja 2019. njegov sin, princ Naruhito. Akihito je prvi japanski monarh u dva stoljeća koji je otišao s prijestolja.